# 電訊中心
電訊中心（日语：テレコムセンター）是位於日本東京都江東區青海的一座建築，由第三部門法人株式會社東京電訊港中心（東京テレポートセンター）所有。東京都會電視台（TOKYO MX）的總部曾經位於這座建築。現在該建築主要作為數據中心使用。

## 建築概要
電訊中心由日總建設計，是一座耐震並設有無停電設備的建築，竣工於1995年10月。這座建築地上有21層，地下有3層，屋頂設有塔樓1層。大樓可分為東西兩部分，兩者之間有高37米的中庭連接。西側塔樓和東京臨海新交通臨海線（百合鷗號）的遠程通信中心站直接連接，並設有店鋪、食堂等設施，發揮有青海地區生活據點的機能。東側塔樓在一層設有郵局，在21層設有瞭望室。瞭望室高99米，可一覽東京都心景色。該瞭望室曾可免費參觀，但自2004年7月開始改為收費參觀。東側塔樓的屋頂還設有直升機的停機坪。中庭部分則可作為展示會場地，以及電視劇、廣告的拍攝場地使用。因其規模開闊且附近沒有高層建築遮擋，電訊中心中庭經常在電視劇中作為機場的拍攝場地使用。
電訊中心大樓的特徵之一是不會發生停電。該建築的供電系統採用了地下埋設路線，即使部分發生故障，其他部分仍可保障供電。且電訊中心設有3台4,000伏安的大型發電機，因此能確保緊急情況時的電力供給。

## 廣播設施
1995年10月，開播前夕的東京都會電視台（TOKYO MX）將其總部遷入電訊中心。東京都會電視台是全國獨立放送協議會的成員之一，以東京都為播出地區。在準備階段時，東京都會電視台曾在虎之門辦公。1995年10月，東京都會電視台入駐電訊中心西棟的1至4層。但在FM東京注資成為大股東之後，東京都會電視台在2006年7月1日遷入位於千代田區麴町一丁目的半藏門媒體中心（半蔵門メディアセンター）。電訊中心遂結束了其作為東京都會電視台總部的使命。
電訊中心的屋頂設有多個大型衛星天線。這些天線是為了向小笠原群島發射類比電視訊號而設置。

## 外部連結
- http://www.tokyo-teleport.co.jp/index.html （页面存档备份，存于）

Template:東京臨海副都心景點